# Against All Authority (Band)
Against All Authority (abgekürzt auch AAA) war eine US-amerikanische Punk-Band aus Florida, deren Musik zwischen Ska-Punk und Hardcore Punk angesiedelt werden kann.

## Bandgeschichte
Against All Authority stammt aus Miami, Florida und wurde 1992 von Sänger/Bassist Danny Lore, Gitarrist Joe Koontz, Posaunist Allan Leavell und Schlagzeuger Jason Letterman gegründet. Das Auftreten in der Öffentlichkeit war stark von antiautoritären Ansichten und DIY-Gedanken geprägt; Tourneen wurden selber organisiert und Merchandise-Artikel eigenhändig produziert. Dadurch konnte sich die Band schon früh einen Namen in der lokalen Punk-Rock- und Indie-Szene machen. Nach mehreren selbst produzierten Demos und dem Debütalbum Destroy What Destroys You unterschrieben sie bei Hopeless Records, unter dem sie 1998 All Fall Down veröffentlichten. Das ebenfalls antiautoritäre Sublabel Sub City ermöglichte es der Band ihre politischen Ansichten weiter in den Vordergrund zu stellen.
Die darauffolgenden Jahre stellten den Höhepunkt der Karriere der Band dar. Durch die dritte Ska Welle gewann die Band an Bekanntheit. 2 Jahre Tournee (davon eine in Europa), eine Split-EP mit The Criminals und die Veröffentlichung von 24 Hour Roadside Resistance trugen Maßgeblich dazu bei. Dann kündigten sie plötzlich eine mehrjährige Pause an, in der zwar noch eine CD mit Raritäten, B-Sides und ähnlichem herauskam, aber ansonsten keine positiven Folgen hatte. 2003 musste sich die Band beispielsweise von Schlagzeuger Marcio trennen, da dieser sich seiner ursprünglichen Band The Crumbs zuwandte. Marcios Ausstieg und weitere Probleme hinderten die Band so an einem baldigen Comeback.
Die Wiederauferstehung erfolgte mit der Ankunft von Mack Proenza am Schlagzeug und Alan Veronese an der Trompete. Sie nahmen eine Split-CD mit Common Rider (der Band von Jesse Michael, ex-Operation Ivy) auf, die 2005 erschien. Ein Jahr später folgte The Restoration of Chaos and Order. Immer noch bei Hopeless Records, begannen sie wieder Konzerte zu spielen. Darunter auch eine Tour mit The Code, Brain Failure und Crime in Stereo.
Seit dem 27. Oktober 2006 gab es keine neueren Information bezüglich des Status der Band mehr. Im Jahr 2007 erfolgte schließlich ihre Auflösung.

## Diskografie
- 1994: Above the Law (7″)
- 1995: Less Than Jake / Against All Authority (Split 7″)
- 1996: Destroy What Destroys You
- 1996: Reject (Split 7″ mit Anti-Flag)
- 1996: -AAA- & The Pist (Split 7″)
- 1998: All Fall Down
- 2000: 24 Hour Roadside Resistance
- 2000: Exchange (Split-EP mit The Criminals)
- 2001: Nothing New for Trash Like You
- 2003: Live at the Fireside Bowl
- 2005: Against All Authority / Common Rider (Split)
- 2006: The Restoration of Chaos & Order